# Nicolae Oancea
Nicolae Oancea (n. 1888, Dobra, județul Hunedoara – d. 1958, Deva, județul Hunedoara) a fost un deputat în Marea Adunare Națională de la Alba Iulia, organismul legislativ reprezentativ al „tuturor românilor din Transilvania, Banat și Țara Ungurească”, cel care a adoptat hotărârea privind Unirea Transilvaniei cu România, la 1 decembrie 1918 :p. 215.

## Biografie
A făcut școala primară și a intrat ca ucenic de blănar la Lugoj. După Unire s-a stabilit la Deva, unde își deschide un atelier de blănărie :p. 215.

## Activitatea politică
Ca deputat în Adunarea Națională din 1 decembrie 1918 a fost delegat al Reuniunii sodalilor (calfelor, meșteșugarilor) din Dobra :p. 215.	